# El Limoncito, Juárez
El Limoncito är en ort i Mexiko.   Den ligger i kommunen Juárez och delstaten Michoacán de Ocampo, i den södra delen av landet, 140 km väster om huvudstaden Mexico City. El Limoncito ligger 1 391 meter över havet och antalet invånare är 130.
Terrängen runt El Limoncito är lite bergig. Runt El Limoncito är det ganska glesbefolkat, med 47 invånare per kvadratkilometer. Närmaste större samhälle är Heróica Zitácuaro, 16,9 km norr om El Limoncito. I omgivningarna runt El Limoncito växer huvudsakligen savannskog.